# Bahnrad-Weltcup 2004
Der UCI-Bahnrad-Weltcup 2004 (englisch 2004 Track Cycling World Cup) fand zwischen Februar und Mai 2004 statt und bestand aus vier Wettbewerben.

## Austragungsorte
| Datum                | Ort            |
| -------------------- | -------------- |
| 13.–15. Februar 2004 | Moskau         |
| 12.–14. März 2004    | Aguascalientes |
| 9.–11. April 2004    | Manchester     |
| 14.–16. Mai 2004     | Sydney         |

## Ergebnisse

### Männer

#### Sprint
| Ort            | Sieger           | Zweiter                 | Dritter        |
| -------------- | ---------------- | ----------------------- | -------------- |
| Moskau         | Jens Fiedler     | René Wolff              | Pavel Buráň    |
| Aguascalientes | Mickaël Bourgain | Laurent Gané            | Josiah Ng      |
| Manchester     | Damian Zielinski | Florian Rousseau        | Jan van Eijden |
| Sydney         | Craig MacLean    | José Antonio Villanueva | Takashi Kaneko |

#### Keirin
| Ort            | Sieger           | Zweiter                 | Dritter               |
| -------------- | ---------------- | ----------------------- | --------------------- |
| Moskau         | Jens Fiedler     | Jobie Dajka             | Pavel Buráň           |
| Aguascalientes | Mickaël Bourgain | Jan van Eijden          | José Antonio Escuredo |
| Manchester     | Shane Kelly      | Josiah Ng               | Florian Rousseau      |
| Sydney         | Jobie Dajka      | José Antonio Villanueva | Anthony Peden         |

#### Teamsprint
| Ort            | Sieger                                                     | Zweiter                                                      | Dritter                                                              |
| -------------- | ---------------------------------------------------------- | ------------------------------------------------------------ | -------------------------------------------------------------------- |
| Moskau         | Deutschland René Wolff Jens Fiedler Carsten Bergemann      | Vereinigtes Königreich Chris Hoy Craig MacLean Jason Queally | Spanien José Antonio Escuredo Salvador Meliá José Antonio Villanueva |
| Aguascalientes | Frankreich Mickaël Bourgain Laurent Gané Arnaud Tournant   | Japan Toshiaki Fushimi Masaki Inoue Tomohiro Nagatsuka       | Deutschland Stefan Nimke Michael Seidenbecher Jan van Eijden         |
| Manchester     | Vereinigtes Königreich Chris Hoy Craig MacLean Jamie Staff | Niederlande Jan Bos Theo Bos Teun Mulder                     | Frankreich Grégory Baugé Florian Rousseau François Pervis            |
| Sydney         | Vereinigtes Königreich Chris Hoy Craig MacLean Jamie Staff | Polen Rafał Furman Łukasz Kwiatkowski Damian Zielinski       | Japan Toshiaki Fushimi Yūichirō Kamiyama Tomohiro Nagatsuka          |

#### Zeitfahren
| Ort            | Sieger        | Zweiter         | Dritter           |
| -------------- | ------------- | --------------- | ----------------- |
| Moskau         | Theo Bos      | Jason Queally   | Carsten Bergemann |
| Aguascalientes | Stefan Nimke  | Arnaud Tournant | Ben Kersten       |
| Manchester     | Craig MacLean | Theo Bos        | Sören Lausberg    |
| Sydney         | Chris Hoy     | Ahmed López     | Masaki Inoue      |

#### Einerverfolgung
| Ort            | Sieger        | Zweiter          | Dritter          |
| -------------- | ------------- | ---------------- | ---------------- |
| Moskau         | Robert Bartko | Wolodymyr Djudja | Alexei Markow    |
| Aguascalientes | Sergi Escobar | Fabien Sanchez   | Wassil Kiryjenka |
| Manchester     | Bradley McGee | Sergi Escobar    | Paul Manning     |
| Sydney         | Paul Manning  | Wolodymyr Djudja | Levi Heimans     |

#### Mannschaftsverfolgung
| Ort            | Sieger                                                                         | Zweiter                                                                      | Dritter                                                                            |
| -------------- | ------------------------------------------------------------------------------ | ---------------------------------------------------------------------------- | ---------------------------------------------------------------------------------- |
| Moskau         | Litauen Raimondas Vilčinskas Aivaras Baranauskas Linas Balčiūnas Tomas Vaitkus | Ukraine Wolodymyr Djudja Roman Kononenko Witalij Popkow Wolodymyr Sahorodnij | Russland Oleg Grischkin Alexander Chatunzew Alexei Markow Alexei Schmidt           |
| Aguascalientes | Frankreich Anthony Langella Fabien Merciris Jérôme Neuville Fabien Sanchez     | Neuseeland Timothy Gudsell Hayden Godfrey Richard Bowker Jason Allen         | Spanien Carlos Castaño Panadero Sergi Escobar Guillermo Ferrer Garcia Asier Maeztu |
| Manchester     | Vereinigtes Königreich Robert Hayles Paul Manning Chris Newton Bryan Steel     | Niederlande Levi Heimans Jens Mouris Peter Schep Jeroen Straathof            | Australien Ashley Hutchinson Brett Lancaster Bradley McGee Stephen Wooldridge      |
| Sydney         | Vereinigtes Königreich Robert Hayles Paul Manning Russell Downing Bryan Steel  | Niederlande Levi Heimans Jens Mouris Peter Schep Jeroen Straathof            | Deutschland Robert Bengsch Guido Fulst Christian Lademann Leif Lampater            |

#### Scratch
| Ort            | Sieger          | Zweiter         | Dritter           |
| -------------- | --------------- | --------------- | ----------------- |
| Moskau         | Walter Pérez    | Wolodymyr Rybin | Chris Newton      |
| Aguascalientes | Colby Pearce    | Greg Henderson  | Franco Marvulli   |
| Manchester     | Mark Renshaw    | Franck Perque   | Robert Hayles     |
| Sydney         | Robert Slippens | Dean Downing    | Mathieu Ladagnous |

#### Punktefahren
| Ort            | Sieger                  | Zweiter        | Dritter               |
| -------------- | ----------------------- | -------------- | --------------------- |
| Moskau         | Marco Antonio Arriagada | Milton Wynants | Juan Esteban Curuchet |
| Aguascalientes | Juan Esteban Curuchet   | Franck Perque  | Angelo Ciccone        |
| Manchester     | Juan Llaneras           | Wong Kam Po    | Colby Pearce          |
| Sydney         | Colby Pearce            | Chris Newton   | Juan Llaneras         |

#### Madison
| Ort            | Sieger                                  | Zweiter                                     | Dritter                                 |
| -------------- | --------------------------------------- | ------------------------------------------- | --------------------------------------- |
| Moskau         | Argentinien Juan Curuchet Walter Pérez  | Österreich Roland Garber Franz Stocher      | Russland Oleg Grischkin Sergei Kudenzow |
| Aguascalientes | Ukraine Wolodymyr Rybin Wassyl Jakowlew | Schweiz Alexander Aeschbach Franco Marvulli | Österreich Roland Garber Franz Stocher  |
| Manchester     | Tschechien Martin Bláha Petr Lazar      | Ukraine Wolodymyr Rybin Wassyl Jakowlew     | Slowakei Martin Liska Jozef Žabka       |
| Sydney         | Argentinien Juan Curuchet Walter Pérez  | Spanien Miguel Alzamora Juan Llaneras       | Schweiz Franco Marvulli Bruno Risi      |

### Frauen

#### Sprint
| Ort            | Sieger                | Zweiter            | Dritter            |
| -------------- | --------------------- | ------------------ | ------------------ |
| Moskau         | Swetlana Grankowskaja | Natalja Zilinskaja | Tamilla Abassowa   |
| Aguascalientes | Natalja Zilinskaja    | Tanya Lindenmuth   | Simona Krupeckaitė |
| Manchester     | Victoria Pendleton    | Iryna Janowytsch   | Susan Panzer       |
| Sydney         | Anna Meares           | Tanya Lindenmuth   | Lori-Ann Muenzer   |

#### Keirin
| Ort            | Sieger             | Zweiter       | Dritter         |
| -------------- | ------------------ | ------------- | --------------- |
| Moskau         | Guo Shuang         | Katrin Meinke | Oxana Grischina |
| Aguascalientes | Simona Krupeckaitė | Jennie Reed   | Anna Meares     |
| Manchester     | Jennie Reed        | Susan Panzer  | Daniela Larreal |
| Sydney         | Guo Shuang         | Jennie Reed   | Katrin Meinke   |

#### Teamsprint
| Ort            | Sieger                                | Zweiter                        | Dritter                                |
| -------------- | ------------------------------------- | ------------------------------ | -------------------------------------- |
| Moskau         | Swetlana Grankowskaja Oxana Grischina | Céline Nivert Clara Sanchez    | Yvonne Hijgenaar Willy Kanis           |
| Aguascalientes | Rosealee Hubbard Anna Meares          | Céline Nivert Clara Sanchez    | Yvonne Hijgenaar Willy Kanis           |
| Manchester     | Katrin Meinke Susan Panzer            | Céline Nivert Clara Sanchez    | Rosealee Hubbard Kristine Bayley       |
| Sydney         | Katrin Meinke Kathrin Freitag         | Rebecca Ellis Rosealee Hubbard | Oxana Grischina Anastassija Tschulkowa |

#### 500-m-Zeitfahren
| Ort            | Sieger             | Zweiter          | Dritter            |
| -------------- | ------------------ | ---------------- | ------------------ |
| Moskau         | Natalja Zilinskaja | Jiang Cuihua     | Yvonne Hijgenaar   |
| Aguascalientes | Natalja Zilinskaja | Anna Meares      | Yvonne Hijgenaar   |
| Manchester     | Yvonne Hijgenaar   | Jiang Yonghua    | Victoria Pendleton |
| Sydney         | Yvonne Hijgenaar   | Lori-Ann Muenzer | Clara Sanchez      |

#### Einerverfolgung
| Ort            | Sieger          | Zweiter          | Dritter           |
| -------------- | --------------- | ---------------- | ----------------- |
| Sydney         | Karin Thürig    | Olga Sljussarewa | Hanka Kupfernagel |
| Aguascalientes | Sarah Ulmer     | Jelena Tschalych | Emma Davies       |
| Manchester     | Katherine Bates | Emma Davies      | Hanka Kupfernagel |
| Sydney         | Sarah Ulmer     | Karin Thürig     | Alexis Rhodes     |

#### Scratch
| Ort            | Sieger           | Zweiter            | Dritter          |
| -------------- | ---------------- | ------------------ | ---------------- |
| Moskau         | Olga Sljussarewa | Ljudmyla Wypyrajlo | Giorgia Bronzini |
| Aguascalientes | Jelena Tschalych | Gema Pascual       | Sarah Ulmer      |
| Manchester     | Alison Wright    | Rochelle Gilmore   | Rebecca Quinn    |
| Sydney         | Adrie Visser     | Gu Sun-Geun        | Rebecca Quinn    |

#### Punktefahren
| Ort            | Sieger           | Zweiter            | Dritter               |
| -------------- | ---------------- | ------------------ | --------------------- |
| Moskau         | Olga Sljussarewa | Belem Guerrero     | Yoanka González Pérez |
| Aguascalientes | Erin Mirabella   | Lada Kozlíková     | Yoanka González Pérez |
| Manchester     | Katherine Bates  | Emma Davies        | Hanka Kupfernagel     |
| Sydney         | Alexis Rhodes    | Ljudmyla Wypyrajlo | Sarah Ulmer           |